# منتخب غانا لكرة القاعدة
منتخب غانا لكرة القاعدة (بالإنجليزية: Ghana national baseball team) هو ممثل غانا الرسمي في المنافسات الدولية في كرة القاعدة
.